# Lisbeth Hummel
Lisbeth Hummel (* 1952 in Kopenhagen) ist eine  dänische Schauspielerin.

## Wirken
Hummel wirkte in den 1970er und 1980er Jahren ausschließlich in italienischen und französischen Filmproduktionen mit. Ihr Filmdebüt hatte sie im Jahr 1974 in dem Film Die Sexklinik. Im darauffolgenden Jahr spielte sie in Walerian Borowczyks Film Das Biest die Rolle der Lucy Broadhurst. Weitere Filme folgten. Ihren bisher letzten Filmauftritt hatte sie 1989 im Thriller Allein und ausgeliefert. Heute arbeitet sie als Malerin und lebt in Dänemark und Italien.

## Filmografie
- 1974: Die Sexklinik (Serre-moi contre toi, j'ai besoin de caresses)
- 1974: Sag' mir, daß du mich liebst (Dis-moi que tu m'aimes)
- 1975: Das Biest (La bête)
- 1976: Larguez les amarres! (Fernsehfilm)
- 1977: La bella e la bestia
- 1977: L'aigle et la colombe
- 1979: Dolly il sesso biondo
- 1987: Una donna senza nome
- 1988: Incontri in case private
- 1989: Allein und ausgeliefert (Le diaboliche)